# Фриш, Иоганн Кристоф
Иоганн Кристоф Фриш (нем. Johann Christoph Frisch; 9 февраля 1738, Берлин, Пруссия - 28 февраля 1815, там же) – немецкий придворный художник, живописец,  рисовальщик, офортист, педагог, директор Прусской королевской академии художеств, коллекционер.

## Биография
Сын гравёра. Внук естествоиспытателя, члена Берлинской академии наук Иоганна Леонгарда Фриша.
Первые уроки мастерства получил у отца. Позже учился у исторического живописца Бернхарда Роде. Продолжил заниматься самообразованием - занимался копированием картин во дворце Сан-Суси. 
В 1765-1768 годах с учебной поездкой побывал в Риме, которую финансово поддержал Фридрих II. Познакомился с произведениями Рафаэля, Карраччи и Гвидо Рени. В 1774 году создал плафонную картину «Венера с её свитой» в Яшмовом зале дворца  - Новые палаты в парке Сан-Суси в Потсдаме.
Служил придворным художником при дворе прусского короля Фридриха II.
В 1770 года стал членом, в 1786 году – ректором, в 1801 году – вице-директором и с 1805 г. директором Берлинской академии художеств, где преподавал «практическую живопись». Среди его учеников Х. Тангерман.
Известный художник-портретист и исторический художник, а также коллекционер произведений искусства. В своём саду перед воротами Шпандау вырастил первые тутовые деревья.